# Sarah Springman
Sarah Springman, née le 26 décembre 1956 à Londres, est une professeure en ingénierie géotechnique et sportive de haut niveau britannique. Elle est rectrice  de  l'École polytechnique fédérale de Zurich depuis 2015. 
Elle est également une triathlète, multiple championne d'Europe de triathlon. Vice-présidente de la Fédération internationale de triathlon et présidente de la Fédération britannique, elle s'engage pour la reconnaissance du triathlon par le Comité international olympique (CIO) en l'an 2000 et pour l’accès du paratriathlon aux Jeux paralympiques de 2016. 
Elle est principale du St Hilda's College d'Oxford, depuis le 1er février 2022.

## Biographie

### Carrière académique
Sarah Springman étudie la mécanique des sols à l'Université de Cambridge de 1975 à 1979 et obtient son diplôme en ingénierie géotechnique en 19831. Elle commence sa carrière sur des projets géotechniques en Angleterre, en Australie et aux Fidji. En 1983, elle devient assistante de recherche à l'Université de Cambridge et soutient sa thèse en géotechnique en 1989 sur le thème: Lateral loading on piles due to simulated embankment construction  dans le groupe d'Andrew N. Schofield (en). Elle devient ensuite assistante en  mécanique des sols puis chargée de recherche dans le groupe de recherche de mécanique des sols au Magdalene College de 1990 à 1996.
En 1997, elle nommée professeure de génie géotechnique à l'École polytechnique fédérale de Zurich devenant ainsi la 9e femme professeure depuis la création de cette école en 1855. 
Elle dirige l'Institut de Géotechnique de 2001 à 2005 et de 2009 à 2011. De 2007 à 2009, elle est responsable du réseau pour les risques naturels à l'ETH Zurich.
Ses travaux de recherche portent sur les interactions sol structures et les aspects géotechniques des risques naturels, notamment dans les glissements de terrain dus à la fonte du permafrost.  
Elle est élue rectrice de l'École polytechnique fédérale de Zurich le 1er janvier 2015. Elle s’engage  sur la place des femmes dans la recherche,.
Elle est élue présidente du St Hilda's College d'Oxford, et prend ses fonctions le 1er février 2022.
Elle fait partie de l'équipe d'aviron féminine de l'EPFZ.

### Carrière en triathlon
Sarah Springman pratique le triathlon au niveau élite de 1983 à 1993 et représente le Royaume-Uni sur les circuits internationaux. Durant sa carrière sportive, elle remporte vingt-et-une médailles sur les compétitions de triathlon et de duathlon de la Fédération européenne de triathlon, elle remporte trois médailles d'or en individuelle et deux par équipe. Elle est la première championne d'Europe de triathlon sur longue distance, titre qu'elle remporte en 1985 et 1986. Elle participe au triathlon international d'Hawaï en 1985 et en 1987 où elle prend la 5e place. Elle réalise la même performance en 1987 sur le triathlon international de Nice.

### Actions dans les instances du triathlon
Elle est membre du  conseil d'administration de la fédération britannique de triathlon à deux reprises de 1984 à 1985 et de 2005 à 2006,  elle en devient la présidente en 2007. Elle participe comme membre au comité exécutif pour l'admission du triathlon comme sport olympique aux Jeux du Commonwealth de 1995 et aux  Jeux olympiques d'été de 2000 à Sydney en Australie. Élue au conseil d'administration de la Fédération internationale de triathlon en 2008, elle conduit avec succès la candidature pour l'inclusion du paratriathlon comme sport paralympique aux Jeux olympiques de Rio de Janeiro au Brésil en 2016. Réélue en 2012, elle est nommée première vice-présidente et membre honoraire de la fédération mondiale. 
Elle est nommée officier de l'ordre de l'Empire britannique (OBE) en 1997 pour services rendus au sport et triathlon et promue commandeur (CBE) en 2012.

## Palmarès
Le tableau présente les résultats les plus significatifs (podium) obtenus sur le circuit international de triathlon depuis 1985,.
| Année | Compétition                             | Pays        | Position           | Temps            |
| ----- | --------------------------------------- | ----------- | ------------------ | ---------------- |
| 1992  | Championnat britannique                 | Royaume-Uni | Médaille d'or      | Timing           |
| 1989  | Championnat d'Europe longue distance    | Danemark    | Médaille de bronze | 9 h 48 min 45 s  |
| 1989  | Championnat d'Europe                    | Portugal    | Médaille de bronze | 2 h 22 min 36 s  |
| 1988  | Championnat d'Europe                    | Italie      | Médaille d'or      | 2 h 4 min 53 s   |
| 1988  | Championnat britannique                 | Royaume-Uni | Médaille d'or      | Timing           |
| 1987  | Championnat d'Europe longue distance    | Finlande    | Médaille d'argent  | 9 h 52 min 37 s  |
| 1987  | Championnats d'Europe de triathlon 1987 | France      | Médaille d'argent  | 2 h 20 min 30 s  |
| 1987  | Championnat britannique                 | Royaume-Uni | Médaille d'or      | Timing           |
| 1986  | Championnat d'Europe longue distance    | Suède       | Médaille d'or      | 9 h 59 min 49 s  |
| 1986  | Championnat d'Europe                    | Royaume-Uni | Médaille d'argent  | 2 h 18 min 40 s  |
| 1986  | Championnat britannique                 | Royaume-Uni | Médaille d'or      | Timing           |
| 1985  | Championnat d'Europe longue distance    | Pays-Bas    | Médaille d'or      | 10 h 18 min 53 s |
| 1985  | Championnat britannique                 | Royaume-Uni | Médaille d'or      | Timing           |

## Prix et distinction
- Officier de l'ordre de l'Empire britannique en 1997[4].
- Désignée comme Global Leader of Tomorrow par le World Economic Forum de  1991 à 1997[12].
- Membre de la Royal Academy of Engineering depuis 2009 [13].
- Présidente du comité technique Physical Modelling in Geotechnics de l' International Society for Soil Mechanics and Geotechnical Engineering (ISSMGE) de 2005 à 2009 [14].
- Docteur honoris causa de l'Université de Bath, 2013.
- Membre du conseil suisse de la science de 2000 à 2007 [15].
- Commandeur de l'ordre de l'Empire britannique en 2012[9].
- Membre du conseil d'administration d'Implenia de 2013 à 2014 [16].
- Membre de l'académie suisse des sciences techniques (SATW) depuis 2015 [17].